# Fidel Kennerknecht
Fidel Kennerknecht (* 29. Januar 1880 in Memhölz; † 2. November 1960 in Mühldorf am Inn) war ein deutscher Wasserbauingenieur.

## Leben
1904 nach dem Studium des Diplom Bauingenieurwesens an der Technischen Hochschule in München war er beim Bauunternehmen Grün & Bilfinger bei der Planung und Durchführung des Kraftwerkes Laufenburg am Rhein eingesetzt.
Ab September 1917 war er bei der neugegründeten Innwerk, Bayerische Aluminium AG beschäftigt, die mit der Stauanlage Jettenbach das damals das leistungsstärkste Wasserkraftwerk Mitteleuropas am Inn errichtete.
Er entwarf das Kanalkraftwerk zur Nutzung von etwa 100.000 PS zwischen Jettenbach und Töging am Inn und übte die Bauleitung aus.
Im Herbst 1920 wurde er vom Aufsichtsrat der Innwerk Gesellschaft zum stellvertretenden Vorstandsmitglied gewählt.
1922 war er Dozent an der Technischen Hochschule München.
1927 wurde er technischer Leiter der Talsperrenbauten im Westharz, welche durch des Kuratoriums der Harzwasserwerke in Hannover, betrieben wurden, deren Vorstand er ab April 1928 angehörte.
1932 übernahm er die Leitung der Großreparatur des Kraftwerkes Töging.
1934 war er nochmals bei der Firma Grün & Bilfinger beschäftigt.
Ab 1935 war er wieder Baudirektor der Innwerk AG für Planung und Bauleitung der Kraftwerke Wasserburg, Teufelsbruck und Gars zuständig, mit welchen der Inn in Staustufen gefasst wurde.
Von 1945 bis 1950, nach seiner Pensionierung, war er Geschäftsführer der Alzwerke.